# Кострижівка
Кострижі́вка — селище в Україні, центр Кострижівської селищної громади Чернівецького району Чернівецької області. Смт утворено 1959 року внаслідок об'єднання сіл Кострижівка і Лука.

## Назва
За однією з версій, назва походить від риби костриж (водилася в Дністрі). Побутує також твердження, що село назване на честь першопоселенця — рибалки Кострижа.

## Історія
Селище міського типу Кострижівка об'єднує в собі два населені пункти — села Лука й Кострижівка, які до 1959 року розвивалися незалежно один від одного. Населення сел нещадно експлуатувалося в часи турецького й австрійського поневолення.

### У складі Австрійської імперії
Кострижівка заснована рибалкою Кострижом. Уперше село Кострижівка згадується в писемних джерелах під 1780 роком. Уперше в письмових джерелах село Лука згадується в документах, пов'язаних із заснуванням Луківського монастиря 1740 року на березі Дністра капітаном Атанасієм Зінте (Цинте), про що згадується в «Літописі Буковини» (т. 1) під розділом «Скит Лука на Дністрі». 1783 року австрійська влада ліквідувала Луківський монастир. Населення сел нещадно експлуатувалося, 1828 року в селі Лука відбувся селянський бунт. Лише 1848 року уряд Австрійської імперії скасував панщину, що значно пожвавило господарський розвиток сіл. Наступного року в центрі села встановлено дубовий хрест на честь цієї події; 1898 року замінено кам'яним, який стоїть і нині. 1866 року стався голод, через що Кострижівку стали називати Голоднівкою.
У другій половині ХІХ століття була збудована залізниця Коломия — Кострижівка (1889); плаваючий млин, власником якого був заможний господар Тиманчук Іван (1886); Луківська Святомиколаївська церква (1889); залізничний міст Кострижівка — Заліщики (1898); заснована трикласна школа, так звана дяківка (1885).
Наприкінці ХІХ — на початку ХХ століття злиденне життя в Австро-Угорській імперії змушувало багатьох селян масово покидати рідну землю і виїжджати на заробітки в США та Канаду, невдовзі більшість із них забрала родини до Америки на постійне місце проживання. Першим виїхав до Канади разом з сім'єю Калинюк Іван. А на 1913 рік, за статистичними даними, з невеликих сіл Звенячин і Кострижівка емігрувала 121 особа. На початку ХХ століття в с. Лука Назарик Олексій викопав першу криницю (1902), створюється Народний дім (1905 р.), молодіжне товариство «Січ» (1912). 1912 року великий австрійський землевласник Маркус Фішер збудував за допомогою чеської фірми «Шкода» у Кострижівці цукровий завод «Хрещатик». З цього часу невеличке село стало швидко зростати, адже велике підприємство потребувало значної кількості робочої сили. Влітку 1913 року в місцевої письменниці Сидонії Гнідої гостювали політичний діяч і письменники Володимир Винниченко з сім'єю, Микола Коваленко, публіцист Лев Юркевич; наступного року до неї завітали Ольга Кобилянська і Микола Євшан.
Під час Першої світової війни обидва села під час жорстоких боїв між австро-угорськими і російськими військами по кілька разів переходили з рук в руки, житлові і господарські будівлі були цілком знищені. 1915 року австрійське командування збудувало на луківській толоці польову двоярусну пекарню і підвісну дорогу в Заліщики для транспортування туди хліба. 3 листопада 1918 року на Буковинському вічі від сіл були делегатами Бабалюк Олександр та Іванчук Петро

### У складі Румунії
11 листопада 1918 року села окупували румунські війська. Жителі села Лука Бабій Андрій, Кльок Іван, Гулей Василь, Маркевич Йосип, Назарик Василь переходять Дністер і вступають до лав Української Галицької армії. Жителі сіл важко пережили румунську окупацію. Малоземелля і безземелля змушували простих людей виїжджати на заробітки в США та Канаду. Під забороною опинилося українське слово: в школах навчання і в церквах богослужіння велося румунською мовою, не дозволялося співати українських пісень тощо. Економічне й національне приниження українського населення викликало незадоволення, непокірних карали так званими «румунськими 25 буками». 1923 року було відкрито першу громадську початкову школу, директором якої став Паладій Ю. М. 28 листопада 1928 року було подано звернення консиліуму примарії села Кострижівка до Чернівецької префектури про навчання дітей українською мовою.
9 грудня 1929 року хутір Кострижівку перетворено на село і відокремлено від Звенячина. За Румунії був відбудований у 1927—1929 роках залізничний міст Кострижівка — Заліщики, у 1928 р. відкритий гіпсовий завод, власником якого був єврей Арія. Всю торгівлю в обох селах контролювали також євреї. В селі Лука жид Дудьо тримав склеп (магазин), а Сендер — корчму. В центрі Кострижівки розташувався цілий ряд жидівський торгових закладів: Берко, Кремер, Лейба, Фурман, Алтор — тримали продовольчі і промтоварні магазини, а Борух і Куцберг — корчми, розкішним розважальним закладом був ресторан Назера.

### Друга світова війна
28 червня 1940 року села окупували радянські війська. 5 липня 1941 року радянські каральні органи при відступі підірвали залізничний міст Кострижівка — Заліщики разом з вагонами, в яких перебували політичні в'язні Чернівецької і Коломийської тюрем. Впродовж 1942—1943 років у Кострижівці діяла антирумунська організація, яку створив Томашевський Олег. До неї входили також кострижівчани Децембер Прокіп, Безменов Олексій, Баранецький Теофіл, Баранецький Тодор, Завацький Микола, Решетник Дмитро, Олійник Петро, Холодюк Ярослав, Попович Павло, Галяревич Манолій, Богонська Ганна, Біго Кароль, Біго Віра, Іванчук Георгій, Бурдун Степан. З обох сіл було мобілізовано на фронт 137 чоловік, з яких 54 загинули або зникли безвісти. Окремі жителі воювали в Українській повстанській армії: Маркевич Йосип, Савицький Сергій, Олійник Володимир, Завацький Андрій, Холодніцька Христина, Пилип'юк Федір, Лаб'юк Федір. 29 березня 1944 року село зайняли радянські війська. Вже 10 травня відбулась перша велика мобілізація кострижівських чоловіків на радянсько-німецький фронт.

### У складі СРСР
Під час голоду 1946—1947 років від голодної смерті померло до сорока жителів. З різних мотивів у 1944—1950 роках 43 жителя були свавільно репресовані сталінським режимом. 25 липня 1948 р. в с. Лука створений колгосп імені Крупської, а в с. Кострижівка — колгосп «Дружба». У 1940-50-х роках інтенсивно розширюється соціальна інфраструктура: 1948 року Луківська школа стала семирічною, 1955 року — середньою; 1952 року збудовано пекарню, цього ж року цукрозавод відкриває відомчу дитячу установу; 1958 — поліклініка і стаціонарна лікарня на 20 ліжок. Для полегшення сполучення з районним центром через ліс протягом 1955—1957 років прокладається гравійна дорога до села Звенячин.
1959 року села Лука і Кострижівка об'єднуються в селище міського типу Кострижівка. Значні зміни відбуваються в 1960-80-х роках. Відкриваються нові торгові заклади, Будинок побуту, асфальтуються дороги, будуються нові житлові будинки, забезпечується водопостачання і водовідведення, будується стадіон і закладається парк. 1960 року відкривається потужне автопідприємство, у 1964 році — нові приміщення середньої школи і дошкільної установи, 1967 року відкритий філіал Заставнівської музичної школи. В пам'ять про загиблих односельчан жителі селища в 1970 р. встановили пам'ятник. 17 липня 1983 року збудована чотириповерхова лікарня, послугами якої користуються також жителі сіл Бабин, Прилипче, Звенячин, Хрещатик і Репужинці.

### Незалежна України
У роки незалежності активізується духовне життя жителів селища. Будуються нові приміщення двох Свято-Миколаївських церков Київського і Російського патріархатів; ряд каплиць — Стецюк В. І. (2000), Маркевич Г. Я. (2003), Вітюк С. В. (2004), Ільчук В. М. (2008); пам'ятних хрестів і скульптур.
У 2000 р. цукрозавод «Хрещатик» передає на баланс селищної ради комунальне господарство (начальник Васильєв Ю. Б.). 2004 року до села через Дністер збудовано газопровід, через рік завершено газифікацію села.
Зазнає певних змін і зовнішній вигляд селища. У вересні 2007 р. урочисто відкривається селищна площа, на якій встановлено пам'ятник Т. Г. Шевченку, а в січні 2008 р. завершено реконструкцію універмагу «Жовтень» під навчальний корпус початкової школи. В листопаді цього ж року збудовано торговий комплекс «Веселка» (приватний підприємець Капіцька Т. А.). Покращилося і водопостачання в селищі, 2008 року збудовано пластиковий селищний водогін на вулиці імені Ольги Кобилянської, 2010 року — у східній частині. У 2011 р. четвертий поверх лікарні реконструйовано під кардіологічний реабілітаційний центр.

## Населення
У селищі проживають переважно українці. 2024 року в Кострижівці проживало близько 2500 осіб.

### Чисельність населення
| 1959 | 1979 | 1989 | 2001 | 2016 | 2022 |
| ---- | ---- | ---- | ---- | ---- | ---- |
| 2276 | 2914 | 2808 | 2875 | 2701 | 2587 |

### Перепис населення Румунії 1930
Національний склад населення за даними перепису 1930 року у Румунії:
| Національність | Кількість осіб | Відсоток |
| -------------- | -------------- | -------- |
| українці       | 1103           | 74,48 %  |
| поляки         | 109            | 7,36 %   |
| румуни         | 99             | 6,68 %   |
| євреї          | 99             | 6,68 %   |
| росіяни        | 49             | 3,31 %   |
| німці          | 13             | 0,88 %   |
| чехи, словаки  | 5              | 0,34 %   |
| турки          | 2              | 0,14 %   |
| угорці         | 1              | 0,07 %   |
| греки          | 1              | 0,07 %   |

Мовний склад населення за даними перепису 1930 року:
| Мова                | Кількість осіб | Відсоток |
| ------------------- | -------------- | -------- |
| українська          | 1118           | 75,49 %  |
| румунська           | 93             | 6,28 %   |
| польська            | 88             | 5,94 %   |
| їдиш                | 86             | 5,81 %   |
| російська           | 68             | 4,59 %   |
| німецька            | 18             | 1,22 %   |
| чеська, словацька   | 6              | 0,41 %   |
| турецька, татарська | 2              | 0,14 %   |
| угорська            | 1              | 0,07 %   |
| грецька             | 1              | 0,07 %   |

### Перепис населення України, 2001 рік

#### Мова
Розподіл населення за рідною мовою за даними перепису 2001 року:
| Мова            | Кількість | Відсоток |
| --------------- | --------- | -------- |
| українська      | 2854      | 98.93%   |
| російська       | 25        | 0.87%    |
| білоруська      | 4         | 0.14%    |
| румунська       | 1         | 0.03%    |
| інші/не вказали | 1         | 0.03%    |
| Усього          | 2885      | 100%     |

## Персоналії

### Уродженці
- Баранецький Руслан Федорович — перший заступник Голови СБУ.
- Ярослав Паладій — архітектор, художник, скульптор і різьбяр.

У селі жив Петро Яценюк, батько Арсенія Яценюка.

## Економіка
У селі працює цукровий заводу «Хрещатик», комбінат будівельних матеріалів, відділення двох банків.
8 квітня 2019 року на цукровому заводі «Хрещатик» стала пожежа під час демонтажу обладнання. При цьому через борги перед Кострижівською селищною громадою власнику заводу заборонено вивозити з його території металобрухт.

## Політика
1989 року в селищі виникло товариство «Просвіта», головою обрано Слободяна Д. В.
У липні 1990 року утворився осередок Народного руху України за перебудову, головою обрано Площанського М. П. Наступного року на місцевому стадіоні було проведено мітинг.

## Культура
У селі збудовано і діє клуб, бібліотека, дільнична лікарня. 1998 року створений фольклорно-етнографічний ансамбль «Василиха», який у 2004 року став народним. 1985 року створений музей цукрозаводу «Хрещатик».

### Освіта
У селищі працює загальноосвітня школа, дитсадок.

### Релігія
У селі існує 3 релігійні громади:
- 1936 року збудована Кострижівська Свято-Миколаївська церква. У вересні 1993 року збудоване і висвячене нове приміщення Свято-Миколаївської православної церкви Київського патріархату. 1997 року до неї добудована дзвіниця і повторно висвячена церква.
- У червні 1998 року збудовано молитовний будинок ЄХБ.
- 8 листопада 2000 року збудована Кострижівська Свято-Миколаївська православна церква Російського патріархату.

### Пам'ятники

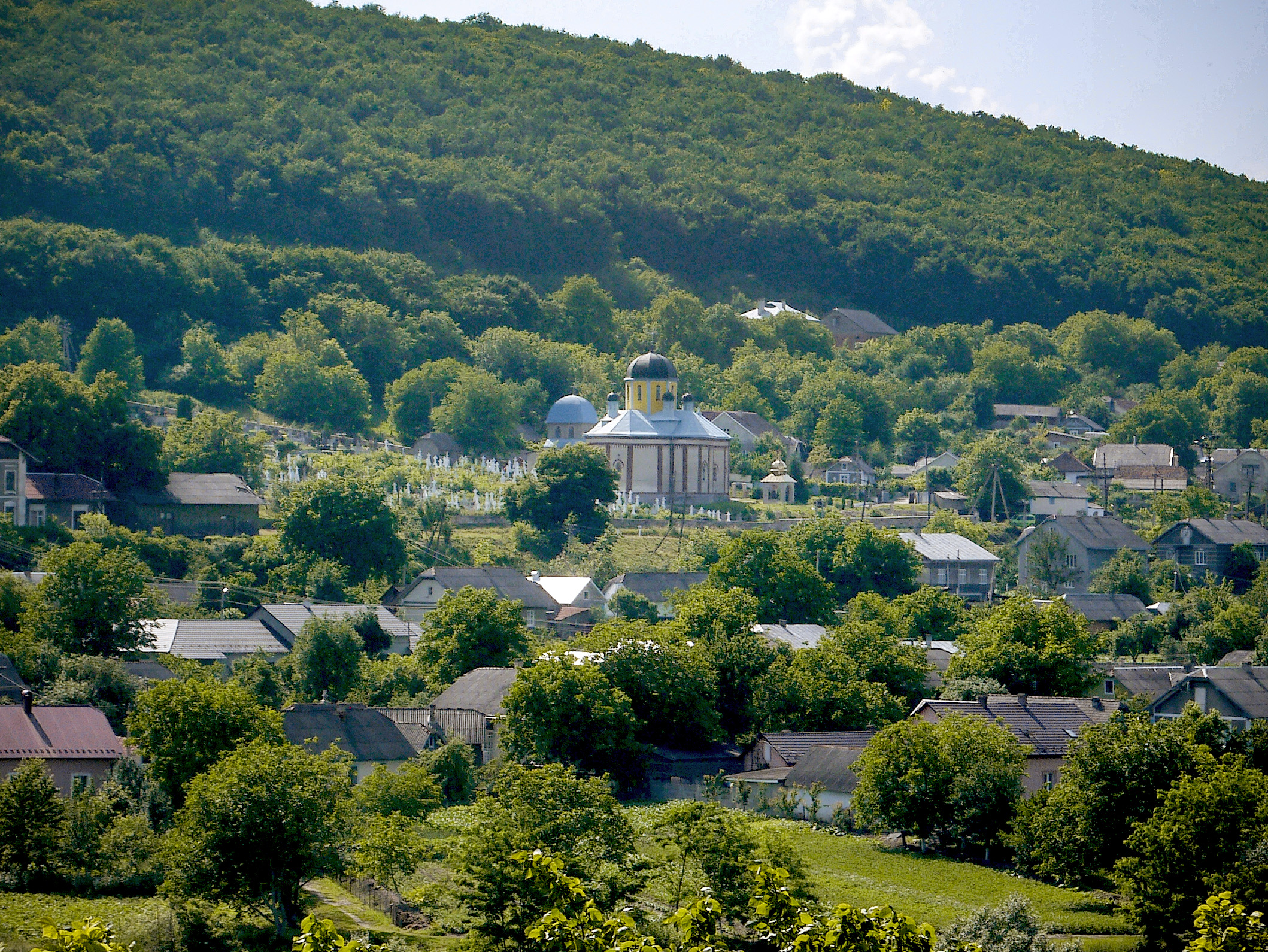
Миколаївська церква

Пам'ятка архітектури — Миколаївська церква (1823). Встановлено погруддя Тараса Шевченка (2007), пам'ятник воїнам, які загинули під час 2-ї світової війни. 1991 року встановлено металевий хрест біля залізничного моста в пам'ять жертв сталінського режиму та флагшток з українським жовто-блакитним прапором.